# Rauno Aaltonen
Rauno August Aaltonen (* 7. ledna 1938 Turku) je bývalý finský profesionální rallyeový jezdec, který soutěžil v závodech Mistrovství světa v rallye v 70. letech. Je znám pod přezdívkou "Profesor rallye". Před tím, než se začalo pořádat Mistrovství světa v rallye, účastnil se Aaltonen závodů Mistrovství Evropy v rallye, které roku 1965 spolu se spolujezdcem Tony Ambrosem vyhrál. Roku 1961 a 1965 zvítězil v rallyeovém Mistrovství Finska. V roce 1966 spolu s Bobem Holdenem vyhrál s vozem Mini Cooper S prestižní australský závod cestovních vozů Gallaher 500 v Mount Panorama v Novém Jižním Walesu.
Aaltonenovi se podařilo šestkrát dokončit na druhém místě Safari rallye, která je považována za jednu z nejtěžších rallye vůbec. Roku 1985 vedl rallye s dvouhodinovým náskokem, když se mu rozbil motor těsně před posledními etapami. Mezi jeho další úspěchy patří i vítězství na RAC Rallye 1965, na rallye v Monte Carlu roku 1967 a na Rallye Jižní Kříž roku 1977.
Navzdory tomu, že se na něj dnes vzpomíná jako na jednoho z rallyeových "létajících Finů", Aaltonen začínal závodit na člunu, poté přešel na motocykly a závodil jak v silničních závodech, v motokrosu i na ploché dráze. Předtím, než se stal prvním finským mistrem Evropy, byl prvním Finem, který vyhrál motocyklovou Grand Prix.
Byl to zastánce brzdění levou nohou.